# Martin Rypl
Martin Rypl (* 14. září 1967) je bývalý československý biatlonista.

## Závodní kariéra
Na XVI. ZOH v Albertville 1992 skončil v závodě jednotlivců na 10 km na 50. místě, v závodě jednotlivců na 20 km na 25. místě a ve štafetě na 4 × 7,5 km skončil na 7. místě.